# Vatica pentandra
Espèce
Classification phylogénétique
Statut de conservation UICN

 CR A1c, C2a, D : 
En danger critique
 Vatica pentandra est un arbre sempervirent de Bornéo appartenant à la famille des dipterocarpaceae

## Répartition
Endémique au Kalimantan.

## Préservation
Espèce en danger critique d'extinction du fait de la déforestation et l'exploitation forestière.